# 沼部幸博
沼部 幸博（ぬまべ ゆきひろ、1958年5月 - ）は、日本の歯科医師・歯学者。日本歯科大学生命歯学部歯周病学講座主任教授。2018年より2023年まで日本歯科大学生命歯学部学部長。日本歯周病学会副理事長を経て2023年より日本歯周病学会理事長（2025年3月まで）。

## 経歴
1977年 栃木県立栃木高等学校卒業、1983年 日本歯科大学歯学部卒業、1987年 同大学院修了。以後同大学講師、助教授を経て2005年より日本歯科大学歯学部教授に就任（現在日本歯科大学生命歯学部に改称）。1989年から1991年まで、University of California San Francisco (UCSF), Department of Stomatology, Division of Periodontology, visiting assistant professor,  2018年に日本歯科大学生命歯学部学部長就任（2023年3月まで）。

## 著作
- 鴨井久一、沼部幸博 著、鴨井久一 編『歯周病をなおそう』砂書房]、2000年1月。ISBN 491581873X。 NCID BA44822179。
- 沼部幸博、川村浩樹『かかりつけ歯科医対応主訴・症状別病態写真シート 「か初診」算定用病態写真集』監修 鴨井久一、クインテッセンス出版、2002年5月10日。ISBN 4874177271。 NCID BA57675554。
- メインテナンス治療研究会 編『保険治療のメインテナンス(SPT) : SPT計画策定と歯周処置の実際』監修 沼部幸博、クインテッセンス出版、2002年6月。ISBN 4874177298。 NCID BA59073326。
- 鴨井久一、沼部幸博『命をねらう歯周病 歯周病が全身疾患を引き起こす！』砂書房、2002年7月。ISBN 4915818993。 NCID BA59760359。
- 鴨井久一、沼部幸博 著、鴨井久一 編『喫煙とお口の健康 : タバコの害を知ることが禁煙への近道』クインテッセンス出版〈待合室のほん〉、2002年10月。ISBN 4874177433。 NCID BA59843106。
- 沼部幸博『絵で見る歯医者さん これは便利！患者さん説明用オーラルチャート』監修 鴨井久一 イラスト 三浦雅美、クインテッセンス出版、2004年5月10日。ISBN 4874178022。 NCID BA67528443。
- 沼部幸博、川村浩樹『普及版 かかりつけ歯科医対応主訴・症状別病態写真シート 「か初診」算定用病態写真集』監修 鴨井久一、クインテッセンス出版、2005年12月10日。ISBN 4874178804。 NCID BA7544613X。
- 沼部幸博、渡邊久、森岡俊介、寺岡康利、岩田哲也 編『保険改定対応 新・歯周治療 システムの運用と臨床の実際』デンタルダイヤモンド社〈デンタルダイヤモンド増刊号〉、2006年10月1日。ISBN 488510999X。 NCID BA79559003。
- 鴨井久一、沼部幸博『新・命をねらう歯周病 歯周病が全身疾患を引き起こす！』砂書房、2007年1月15日。ISBN 9784901894456。 NCID BA81482998。
- 伊藤弘、藤橋弘、安生朝子、長谷ますみ、田島菜穂子、風見健一『新人歯科衛生士のためのペリオドンタルインスツルメンテーション ハンド&超音波スケーラーの基本操作とシャープニングテクニック』監修 沼部幸博、クインテッセンス出版〈歯科衛生士臨床のためのQuint Study Club／プロフェッショナルケア編1〉、2008年4月10日。ISBN 9784781200064。 NCID BA85910379。
- 鴨井久一、沼部幸博 著、鴨井久一 編『新・歯周病をなおそう』砂書房]、2008年6月28日。ISBN 9784901894647。 NCID BA86392043。
- 沼部幸博『歯周病学サイドリーダー』（第3版）学建書院、2008年7月。ISBN 9784762421464。 NCID BA86435113。
- 沼部幸博『絵で見る予防歯科 これは便利！！患者さん説明用オーラルチャート』イラスト 三浦雅美、クインテッセンス出版、2008年12月10日。ISBN 9784781200446。 NCID BA88418487。
- 沼部幸博、和泉雄一 編『歯科衛生士のためのペリオドンタルメディシン : 全身の健康と歯周病とのかかわり』医歯薬出版〈デンタルハイジーン別冊〉、2009年5月。 NCID BA90074074。
- 和泉雄一、沼部幸博、山本松男、木下淳博 編『ザ・ペリオドントロジー』（第1版）永末書店、京都市上京区、2009年10月14日。ISBN 978-4-8160-1208-2。 NCID BA9190312X。
- 沼部幸博『歯周病学サイドリーダー』（第4版）学建書院、2010年6月10日。ISBN 9784762431463。 NCID BB02508721。
- 山口幸子、二階堂雅彦、沼部幸博 編『歯科衛生士のための臨床インプラント講座　天然歯との違いを理解する・考える・伝える』医歯薬出版〈デンタルハイジーン別冊〉、2011年11月20日。 NCID BB07556801。
- 沼部幸博『禁煙　あなたのお口と全身の健康』（第1版）クインテッセンス出版、2012年1月25日。ISBN 9784781202426。 NCID BB0825016X。
- 沼部幸博 他 著、吉江弘正、伊藤公一、村上伸也、申基喆 編『臨床歯周病学』（第2版）医歯薬出版、2013年1月20日。ISBN 9784263456620。 NCID BB11595159。
- 住友雅人、木下淳博、沼部幸博、松村英雄 編『歯科臨床イヤーノート 2014-』（第1版）クインテッセンス出版、2013年3月10日。ISBN 9784781203058。 NCID BB12039558。
- 和泉雄一、木下淳博、沼部幸博、山本松男 編『ザ・ペリオドントロジー』（第2版）永末書店、京都市上京区、2014年3月18日。ISBN 978-4-8160-1266-2。 NCID BB15311049。
- 沼部幸博『歯周病学サイドリーダー』（第６版）学研書院、2020年10月1日。ISBN978-4-7624-5146-1.
- 沼部幸博、齊通淳、梅田誠 編集主幹『歯科衛生士講座　歯周病学』（第５版）永末書店、京都市上京区、2021年1月19日。ISBN 978-4-8160-1382-9。
- 沼部幸博、齊通淳、梅田誠、山本松男、岩田隆紀 編集主幹『ザ・ペリオドントロジー』（第４版）永末書店、京都市上京区、2023年2月20日。ISBN 978-4-8160-1421-5。

## 所属団体
- 日本歯科医学会
  - 日本歯科保存学会 常任理事[4]
  - 日本歯周病学会 元副理事長[2]、現理事長[3]、日本歯周病学会認定歯周病専門医[5]、指導医。
  - 日本歯科医学教育学会 常務理事[6]
  - 日本レーザー歯学会 専務理事[7]
- 国際歯科研究学会[1]